# VHD (formato de arquivo)
O Virtual Hard Disk é um formato padrão utilizado pela Microsoft para imagens de discos rígidos. É utilizado pelos produtos Virtual PC, Virtual Server, Hyper-V e por ferramentas de backup.
É capaz de gerar uma cópia idêntica (1:1) de um disco rígido, sem compactação.

## Características
Um disco rígido virtual permite que vários sistemas operacionais residam em uma única máquina host. Esse método permite que os desenvolvedores testem softwares em diferentes sistemas operacionais sem o custo ou o inconveniente de instalar um segundo disco rígido ou particionar um único disco rígido em vários volumes. A capacidade de modificar diretamente o disco rígido de uma máquina virtual a partir de um servidor host suporta muitas aplicações, incluindo:
- Movendo arquivos entre um VHD e o sistema de arquivos do host
- Backup e recuperação
- Antivírus e segurança
- Gerenciamento e correção de imagens
- Conversão de disco (físico para virtual e vice-versa)
- Gerenciamento e provisionamento do ciclo de vida (re)

O VHDX foi adicionado no Hyper-V no Windows Server 2012 para adicionar maior capacidade de armazenamento, proteção contra corrupção de dados e otimizações para evitar a degradação de desempenho em discos físicos de grande setor.

### Formatos suportados
Os VHDs são implementados como arquivos que residem no sistema de arquivos host nativo. Os seguintes tipos de formatos VHD são suportados pelo Microsoft Virtual PC e Virtual Server:
- Imagem fixa do disco rígido: um arquivo que é alocado para o tamanho do disco virtual. Os VHDs fixos consistem em uma imagem de disco bruta seguida por um rodapé VHD (512 ou anteriormente 511 bytes).
- Imagem de disco rígido dinâmico: um arquivo que em qualquer momento é tão grande quanto os dados reais gravados para ele, além do tamanho do cabeçalho e rodapé. Os VHD dinâmicos e de diferenciação começam com uma cópia do rodapé do VHD (preenchido com 512 bytes), e para os VHDs dinâmicos ou diferenciadores criados por produtos Microsoft, isso resulta em um conectix de string VHD-cookie no início do arquivo VHD.
- Diferenciar a imagem do disco rígido: um conjunto de blocos modificados (mantidos em um arquivo separado, referido como a "imagem filho") em comparação com uma imagem pai. O formato de imagem Diferenciar disco rígido permite o conceito de Desfazer alterações: quando ativado, todas as alterações em um disco rígido contido dentro de um VHD (a imagem pai) são armazenados em um arquivo separado (a imagem filho). As opções estão disponíveis para desfazer as alterações no VHD ou para intercalá-las permanentemente no VHD. Imagens infantis diferentes com base na mesma imagem pai também permitem a "clonagem" de VHDs; Pelo menos, o identificador exclusivo global (GUID) deve ser diferente.
- Vinculado a um disco rígido: um arquivo que contém um link para um disco rígido físico ou partição de um disco rígido físico.

### Vantagens
Benefícios significativos resultam da capacidade de inicializar um computador físico a partir de um disco rígido virtual:
- Facilidade de implantação: as organizações de TI podem implantar configurações padronizadas e pré-construídas em um único VHD. Como exemplo, as organizações de engenharia de software que precisam de um conjunto específico de ferramentas para um projeto específico poderiam simplesmente "puxar" o VHD apropriadamente configurado a partir de um local de rede.
- Backup-and-Restore: Alterações no conteúdo de um VHD (como infecção por um vírus ou exclusão acidental de arquivos críticos) são facilmente desfeitas.
- Isolamento Multiusuário: Muitos sistemas operacionais atuais suportam múltiplos usuários, mas oferecem diferentes graus de proteção entre eles (por exemplo, um usuário do SO pode ser infectado por um vírus que infecta outros usuários ou fazer alterações no SO que afetam outros Usuários). Dando a cada usuário sua própria versão do sistema operacional - digamos, criando para cada um deles um VHD diferenciado baseado em uma instalação básica do OS - as mudanças em qualquer imagem infantil particular não teriam efeito em nenhuma das outras imagens-filho.

### Inicialização nativa do VHD
Native VHD Boot refere-se à capacidade de um computador físico para montar e inicializar a partir de um sistema operacional contido dentro de um VHD. As edições do Windows 7 Enterprise e Ultimate suportam esta capacidade, com e sem um sistema operacional hospedeiro presente. O Windows Server 2008 R2 também é compatível com este recurso.
Mais informações: Processo de inicialização do Windows Vista